# Championnat NCAA de football américain 2016
Navigation
Édition précédente Édition suivante
Le Championnat NCAA de football américain 2016 est la saison 2016 du championnat de football américain universitaire de Division I (FBS) organisé par la NCAA aux États-Unis. Il rassemblera 128 équipes et débutera le 27 août 2016. La saison régulière se terminera le 10 décembre 2015.
La saison se terminera le 9 janvier 2017 par la finale nationale (College Football Championship Game 2017) qui se déroulera au Raymond James Stadium de Tampa en Floride. Pour la troisième année consécutive, les deux finalistes seront issus du tournoi réunissant les 4 meilleures équipes de la saison lesquelles seront désignées par le Comité du College Football Playoff.

## Changements

### Changements dans les conférences
| Universités | Ancienne conférence     | Nouvelle conférence |
| ----------- | ----------------------- | ------------------- |
| UMass       | Mid-American Conference | Indépendants        |

### Équipes en transition
Pour la première fois dans l'histoire du College Football, une université décide de rétrograder son programme de football américain. En effet, le 26 avril 2016, les Vandals de l'Idaho ont pris la décision de quitter l’élite pour rejoindre la Football Championship Subdivision. Quelques mois après avoir été poussé vers la sortie par sa conférence (Sun Belt Conference), l'Université d'Idaho accepte l'invitation de la Big Sky Conference et par conséquent de rétrograder son programme de football américain dès 2018.

### Matchs particuliers
- Les Golden Bears de Californie et les Rainbow Warriors d'Hawaï joueront le premier match de la saison 2016 au ANZ Stadium à Sydney en Australie le 27 août. Il s'agira du premier match universitaire à se dérouler en Océanie.
- Les Eagles de Boston College et les Yellow Jackets de Georgia Tech joueront au Aviva Stadium de Dublin en Irlande le 3 septembre, match surnommé le Aer Lingus College Football Classic.
- Le Lambeau Field de Green Bay dans le Wisconsin accueillera pour la toute première fois un match de Division 1 FBS le 3 septembre qui opposera les Badgers du Wisconsin aux Tigers de LSU.
- Les Hokies de Virginia Tech joueront contre les Volunteers du Tennessee au Bristol Motor Speedway le 10 septembre. Le stade ayant une capacité maximale de 150 000 personnes, ce match pourrait battre très largement le record d'assistance à un match universitaire de football américain.
- Les matchs Cougars de Houston contre les Sooners de l'Oklahoma d'une part et Wildcats de l'Arizona contre les Cougars de BYU d'autre part se joueront lors du premier weekend de compétition sur terrain neutre respectivement au NRG Stadium de Houston au Texas et au University of Phoenix Stadium de Glendale en Arizona.

### Nouveaux stades et rénovations
- Les Aggies d'Utah State devraient commencer une rénovation majeure du Maverik Stadium, ajoutant un nouveau complexe à l'aile ouest avec des halls élargis, des suites de luxe, et une nouvelle salle de presse[2].
- Les Sooners de l'Oklahoma terminent actuellement une rénovation de 160 M. $ du côté sud du Gaylord Family Oklahoma Memorial Stadium. Cette rénovation ajoutera au stade 22 suites fermées, 60 loges et près de 2 000 sièges VIP[3]. La nouvelle zone présentera en son sommet un nouvel écran d'affichage de 7 806 pieds de large[4].

## Résultats de la saison régulière

### Classements des conférences
| American Athletic Conference                                 |        |               |      |      |       |       |       |       |
| Équipe                                                       | Équipe | Équipe        | Conf | Conf | Total | Total | Total | Total |
| Équipe                                                       | Équipe | Équipe        | V    | D    | V     | D     |       |       |
| East                                                         |        |               |      |      |       |       |       |       |
| †x                                                           |        | Temple        | 7    | 1    | 10    | 3     |       |       |
| x                                                            |        | South Florida | 7    | 1    | 10    | 2     |       |       |
|                                                              |        | UCF           | 4    | 4    | 6     | 6     |       |       |
|                                                              |        | Cincinnati    | 1    | 7    | 4     | 8     |       |       |
|                                                              |        | Connecticut   | 1    | 7    | 3     | 9     |       |       |
|                                                              |        | East Carolina | 1    | 7    | 3     | 9     |       |       |
| West                                                         |        |               |      |      |       |       |       |       |
| x                                                            |        | Navy          | 7    | 1    | 9     | 4     |       |       |
|                                                              |        | Tulsa         | 6    | 2    | 9     | 3     |       |       |
|                                                              |        | Memphis       | 5    | 3    | 8     | 4     |       |       |
|                                                              |        | Houston       | 5    | 3    | 9     | 3     |       |       |
|                                                              |        | SMU           | 3    | 5    | 5     | 7     |       |       |
|                                                              |        | Tulane        | 1    | 7    | 4     | 8     |       |       |
| Finale de Conférence : Temple 34 - 10 Navy (3 décembre 2016) |        |               |      |      |       |       |       |       |

| Atlantic Coast Conference                                              |        |                      |      |      |       |       |       |       |
| Équipe                                                                 | Équipe | Équipe               | Conf | Conf | Total | Total | Total | Total |
| Équipe                                                                 | Équipe | Équipe               | V    | D    | V     | D     |       |       |
| Atlantic                                                               |        |                      |      |      |       |       |       |       |
| †x                                                                     |        | Clemson              | 7    | 1    | 12    | 1     |       |       |
| x                                                                      |        | Louisville           | 7    | 1    | 9     | 3     |       |       |
|                                                                        |        | Florida State        | 5    | 3    | 9     | 3     |       |       |
|                                                                        |        | North Carolina State | 3    | 5    | 6     | 6     |       |       |
|                                                                        |        | Wake Forest          | 3    | 5    | 6     | 6     |       |       |
|                                                                        |        | Boston College       | 2    | 6    | 6     | 6     |       |       |
|                                                                        |        | Syracuse             | 2    | 6    | 4     | 8     |       |       |
| Coastal                                                                |        |                      |      |      |       |       |       |       |
| x                                                                      |        | Virginia Tech        | 6    | 2    | 9     | 4     |       |       |
|                                                                        |        | North Carolina       | 5    | 3    | 8     | 4     |       |       |
|                                                                        |        | Miami (FL)           | 5    | 3    | 8     | 4     |       |       |
|                                                                        |        | Pittsburgh           | 5    | 3    | 8     | 4     |       |       |
|                                                                        |        | Georgia Tech         | 4    | 4    | 8     | 4     |       |       |
|                                                                        |        | Duke                 | 1    | 7    | 4     | 8     |       |       |
|                                                                        |        | Virginia             | 1    | 7    | 2     | 10    |       |       |
| Finale de Conférence : Clemson 42 - 35 Virginia Tech (3 décembre 2016) |        |                      |      |      |       |       |       |       |

| Big Ten Conference                                                   |        |                |      |      |       |       |       |       |
| Équipe                                                               | Équipe | Équipe         | Conf | Conf | Total | Total | Total | Total |
| Équipe                                                               | Équipe | Équipe         | V    | D    | V     | D     |       |       |
| West                                                                 |        |                |      |      |       |       |       |       |
| x                                                                    |        | Wisconsin      | 7    | 2    | 10    | 3     |       |       |
|                                                                      |        | Nebraska       | 6    | 3    | 9     | 3     |       |       |
|                                                                      |        | Iowa           | 6    | 3    | 8     | 4     |       |       |
|                                                                      |        | Minnesota      | 5    | 4    | 8     | 4     |       |       |
|                                                                      |        | Northwestern   | 5    | 4    | 6     | 6     |       |       |
|                                                                      |        | Illinois       | 2    | 7    | 3     | 9     |       |       |
|                                                                      |        | Purdue         | 1    | 8    | 3     | 9     |       |       |
| East                                                                 |        |                |      |      |       |       |       |       |
| †x                                                                   |        | Penn State     | 8    | 1    | 11    | 2     |       |       |
| x                                                                    |        | Ohio State     | 8    | 1    | 11    | 1     |       |       |
|                                                                      |        | Michigan       | 7    | 2    | 10    | 2     |       |       |
|                                                                      |        | Indiana        | 4    | 5    | 6     | 6     |       |       |
|                                                                      |        | Maryland       | 3    | 6    | 6     | 6     |       |       |
|                                                                      |        | Michigan State | 1    | 8    | 3     | 9     |       |       |
|                                                                      |        | Rutgers        | 0    | 9    | 2     | 10    |       |       |
| Finale de Conférence: Penn State 38 - 31 Wisconsin (3 décembre 2016) |        |                |      |      |       |       |       |       |

| Big 12 Conference |        |                |      |      |       |       |       |       |
| Équipe            | Équipe | Équipe         | Conf | Conf | Total | Total | Total | Total |
| Équipe            | Équipe | Équipe         | V    | D    | V     | D     |       |       |
| †                 |        | Oklahoma       | 9    | 0    | 10    | 2     |       |       |
|                   |        | West Virginia  | 7    | 2    | 10    | 2     |       |       |
|                   |        | Oklahoma State | 7    | 2    | 9     | 3     |       |       |
|                   |        | Kansas State   | 6    | 3    | 8     | 4     |       |       |
|                   |        | TCU            | 4    | 5    | 6     | 6     |       |       |
|                   |        | Baylor         | 3    | 6    | 6     | 6     |       |       |
|                   |        | Texas          | 3    | 6    | 5     | 7     |       |       |
|                   |        | Texas Tech     | 3    | 6    | 5     | 7     |       |       |
|                   |        | Iowa State     | 2    | 7    | 3     | 9     |       |       |
|                   |        | Kansas         | 1    | 8    | 2     | 10    |       |       |

| Conference-USA                                                                  |        |                  |      |      |       |       |       |       |
| Équipe                                                                          | Équipe | Équipe           | Conf | Conf | Total | Total | Total | Total |
| Équipe                                                                          | Équipe | Équipe           | V    | D    | V     | D     |       |       |
| East                                                                            |        |                  |      |      |       |       |       |       |
| †x                                                                              |        | Western Kentucky | 7    | 1    | 10    | 3     |       |       |
| x                                                                               |        | Old Dominion     | 7    | 1    | 9     | 3     |       |       |
|                                                                                 |        | Middle Tennessee | 5    | 3    | 8     | 4     |       |       |
|                                                                                 |        | FIU              | 4    | 4    | 4     | 8     |       |       |
|                                                                                 |        | Charlotte        | 3    | 5    | 4     | 8     |       |       |
|                                                                                 |        | Marshall         | 2    | 6    | 3     | 9     |       |       |
|                                                                                 |        | Florida Atlantic | 2    | 6    | 3     | 9     |       |       |
| West                                                                            |        |                  |      |      |       |       |       |       |
| x                                                                               |        | Louisiana Tech   | 6    | 2    | 8     | 5     |       |       |
|                                                                                 |        | UTSA             | 5    | 3    | 6     | 6     |       |       |
|                                                                                 |        | Southern Miss    | 4    | 4    | 6     | 6     |       |       |
|                                                                                 |        | North Texas      | 3    | 5    | 5     | 7     |       |       |
|                                                                                 |        | Rice             | 2    | 6    | 3     | 9     |       |       |
|                                                                                 |        | UTEP             | 2    | 6    | 4     | 8     |       |       |
| Finale de Conférence: Western Kentucky 58 - 44 Louisiana Tech (3 décembre 2016) |        |                  |      |      |       |       |       |       |

| Mid-American Conference                                                |        |                   |      |      |       |       |       |       |
| Équipe                                                                 | Équipe | Équipe            | Conf | Conf | Total | Total | Total | Total |
| Équipe                                                                 | Équipe | Équipe            | V    | D    | V     | D     |       |       |
| East                                                                   |        |                   |      |      |       |       |       |       |
| x                                                                      |        | Ohio              | 6    | 2    | 8     | 5     |       |       |
| x                                                                      |        | Miami (Ohio)      | 6    | 2    | 6     | 6     |       |       |
|                                                                        |        | Akron             | 3    | 5    | 5     | 7     |       |       |
|                                                                        |        | Bowling Green     | 3    | 5    | 4     | 8     |       |       |
|                                                                        |        | Kent State        | 2    | 6    | 3     | 9     |       |       |
|                                                                        |        | Buffalo           | 1    | 7    | 2     | 10    |       |       |
| West                                                                   |        |                   |      |      |       |       |       |       |
| †x                                                                     |        | Western Michigan  | 8    | 0    | 13    | 0     |       |       |
|                                                                        |        | Toledo            | 6    | 2    | 9     | 3     |       |       |
|                                                                        |        | Northern Illinois | 5    | 3    | 5     | 7     |       |       |
|                                                                        |        | Eastern Michigan  | 4    | 4    | 7     | 5     |       |       |
|                                                                        |        | Central Michigan  | 3    | 5    | 6     | 6     |       |       |
|                                                                        |        | Ball State        | 1    | 7    | 4     | 8     |       |       |
| Finale de Conférence : Western Michigan 29 - 23 Ohio (2 décembre 2016) |        |                   |      |      |       |       |       |       |

| Mountain West Conference                                                 |        |                 |      |      |       |       |       |       |
| Équipe                                                                   | Équipe | Équipe          | Conf | Conf | Total | Total | Total | Total |
| Équipe                                                                   | Équipe | Équipe          | V    | D    | V     | D     |       |       |
| Mountain                                                                 |        |                 |      |      |       |       |       |       |
| x                                                                        |        | Wyoming         | 6    | 2    | 8     | 5     |       |       |
| x                                                                        |        | Boise State     | 6    | 2    | 10    | 2     |       |       |
| x                                                                        |        | New Mexico      | 6    | 2    | 8     | 4     |       |       |
|                                                                          |        | Air Force       | 5    | 3    | 8     | 4     |       |       |
|                                                                          |        | Colorado State  | 5    | 3    | 7     | 5     |       |       |
|                                                                          |        | Utah State      | 1    | 7    | 3     | 9     |       |       |
| West                                                                     |        |                 |      |      |       |       |       |       |
| †x                                                                       |        | San Diego State | 6    | 2    | 10    | 3     |       |       |
|                                                                          |        | Hawaii          | 4    | 4    | 6     | 7     |       |       |
|                                                                          |        | Nevada          | 3    | 5    | 5     | 7     |       |       |
|                                                                          |        | San Jose State  | 3    | 5    | 4     | 8     |       |       |
|                                                                          |        | UNLV            | 3    | 5    | 4     | 8     |       |       |
|                                                                          |        | Fresno State    | 0    | 8    | 1     | 11    |       |       |
| Finale de Conférence : San Diego State 27 - 24 Wyoming (3 décembre 2016) |        |                 |      |      |       |       |       |       |

| Pac-12 Conference                                                    |        |                  |      |      |       |       |       |       |
| Équipe                                                               | Équipe | Équipe           | Conf | Conf | Total | Total | Total | Total |
| Équipe                                                               | Équipe | Équipe           | V    | D    | V     | D     |       |       |
| North                                                                |        |                  |      |      |       |       |       |       |
| †x                                                                   |        | Washington       | 8    | 1    | 12    | 1     |       |       |
|                                                                      |        | Washington State | 7    | 2    | 8     | 4     |       |       |
|                                                                      |        | Stanford         | 6    | 3    | 9     | 3     |       |       |
|                                                                      |        | California       | 3    | 6    | 5     | 7     |       |       |
|                                                                      |        | Oregon State     | 3    | 6    | 4     | 8     |       |       |
|                                                                      |        | Oregon           | 2    | 7    | 5     | 7     |       |       |
| South                                                                |        |                  |      |      |       |       |       |       |
| x                                                                    |        | Colorado         | 8    | 1    | 10    | 3     |       |       |
|                                                                      |        | USC              | 7    | 2    | 9     | 3     |       |       |
|                                                                      |        | Utah             | 5    | 4    | 8     | 4     |       |       |
|                                                                      |        | Arizona State    | 2    | 7    | 5     | 7     |       |       |
|                                                                      |        | UCLA             | 2    | 7    | 4     | 8     |       |       |
|                                                                      |        | Arizona          | 1    | 8    | 3     | 9     |       |       |
| Finale de Conférence : Washington 41 - 10 Colorado (2 décembre 2016) |        |                  |      |      |       |       |       |       |

| Southeastern Conference (SEC)                                   |        |                        |      |      |       |       |       |       |
| Équipe                                                          | Équipe | Équipe                 | Conf | Conf | Total | Total | Total | Total |
| Équipe                                                          | Équipe | Équipe                 | V    | D    | V     | D     |       |       |
| East                                                            |        |                        |      |      |       |       |       |       |
| x                                                               |        | Florida                | 6    | 2    | 8     | 4     |       |       |
|                                                                 |        | Tennessee              | 4    | 4    | 8     | 4     |       |       |
|                                                                 |        | Georgia                | 4    | 4    | 7     | 5     |       |       |
|                                                                 |        | Kentucky               | 4    | 4    | 7     | 5     |       |       |
|                                                                 |        | South Carolina         | 3    | 5    | 6     | 6     |       |       |
|                                                                 |        | Vanderbilt             | 3    | 5    | 6     | 6     |       |       |
|                                                                 |        | Missouri               | 2    | 6    | 4     | 8     |       |       |
| West                                                            |        |                        |      |      |       |       |       |       |
| †x                                                              |        | Alabama                | 8    | 0    | 13    | 0     |       |       |
|                                                                 |        | Auburn                 | 5    | 3    | 8     | 4     |       |       |
|                                                                 |        | LSU                    | 5    | 3    | 7     | 4     |       |       |
|                                                                 |        | Texas A&M              | 4    | 4    | 8     | 4     |       |       |
|                                                                 |        | Arkansas               | 3    | 5    | 7     | 5     |       |       |
|                                                                 |        | Mississippi State      | 3    | 5    | 5     | 7     |       |       |
|                                                                 |        | Ole Miss (Mississippi) | 2    | 6    | 5     | 7     |       |       |
| Finale de Conférence: Alabama 54 - 16 Florida (3 décembre 2016) |        |                        |      |      |       |       |       |       |

| Sun Belt Conference |        |                     |      |      |       |       |       |       |
| Équipe              | Équipe | Équipe              | Conf | Conf | Total | Total | Total | Total |
| Équipe              | Équipe | Équipe              | V    | D    | V     | D     |       |       |
| §                   |        | Appalachian State   | 7    | 1    | 9     | 3     |       |       |
| §                   |        | Arkansas State      | 7    | 1    | 7     | 5     |       |       |
|                     |        | Troy                | 6    | 2    | 9     | 3     |       |       |
|                     |        | Idaho               | 6    | 2    | 8     | 4     |       |       |
|                     |        | Louisiana-Lafayette | 5    | 3    | 6     | 6     |       |       |
|                     |        | Georgia Southern    | 4    | 4    | 5     | 7     |       |       |
|                     |        | Louisiana-Monroe    | 3    | 5    | 4     | 8     |       |       |
|                     |        | South Alabama       | 2    | 6    | 6     | 6     |       |       |
|                     |        | Georgia State       | 2    | 6    | 3     | 9     |       |       |
|                     |        | New Mexico State    | 2    | 6    | 3     | 9     |       |       |
|                     |        | Texas State         | 0    | 8    | 2     | 10    |       |       |

| Independents |        |                       |       |       |
| Équipe       | Équipe | Équipe                | Total | Total |
| Équipe       | Équipe | Équipe                | V     | D     |
|              |        | Brigham Young (BYU)   | 8     | 4     |
|              |        | Army                  | 7     | 5     |
|              |        | Notre Dame            | 4     | 8     |
|              |        | Massachusetts (UMass) | 2     | 10    |

§ – Co-champions de Conference 
^ – Participant au College Football Playoff 
† – Champion de Conférence
x – Champion/co-champions de Division
≈ – Inéligible pour un bowl d'après-saison à cause des règles de transition entre FCS et FBS
≈≈ – Inéligible pour un bowl d'après-saison à cause de sanctions (Academic Progress Rate Penalties)

### Finales de conférence
| Conférences                  | Stades                                                     | Vainqueurs              | Finalistes              | Scores  |
| ---------------------------- | ---------------------------------------------------------- | ----------------------- | ----------------------- | ------- |
| American Athletic Conference | Navy-Marine Corps Memorial Stadium, Annapolis, MD          | Temple (East)           | Navy (West)             | 34 - 10 |
| Atlantic Coast Conference    | Camping World Stadium, Orlando, FL                         | Clemson (Atlantic)      | Virginia Tech (Coastal) | 42 - 35 |
| Big Ten Conference           | Lucas Oil Stadium, Indianapolis, IN                        | Penn State (East)       | Wisconsin (West)        | 38 - 31 |
| Conference USA               | Houchens Industries–L. T. Smith Stadium, Bowling Green, KY | Western Kentucky (East) | Louisiana Tech (West)   | 58 - 44 |
| Mid-American Conference      | Ford Field, Détroit, MI                                    | Western Michigan (West) | Ohio (East)             | 29 - 23 |
| Mountain West Conference     | War Memorial Stadium, Laramie, WY                          | San Diego State (West)  | Wyoming (Mountain)      | 27 - 24 |
| Pac-12 Conference            | Levi's Stadium, Santa Clara, CA                            | Washington (North)      | Colorado (South)        | 41 - 10 |
| Southeastern Conference      | Georgia Dome, Atlanta, GA                                  | Alabama (West)          | Florida (East)          | 54 - 16 |

### Palmarès des conférences
| Conférences                  | Champions                                                       |
| ---------------------------- | --------------------------------------------------------------- |
| American Athletic Conference | Owls de Temple                                                  |
| Atlantic Coast Conference    | Tigers de Clemson                                               |
| Big 12 Conference            | Sooners de l'Oklahoma                                           |
| Big Ten Conference           | Nittany Lions de Penn State                                     |
| Conference USA               | Hilltoppers de Western Kentucky                                 |
| Mid-American Conference      | Broncos de Western Michigan                                     |
| Mountain West Conference     | Aztecs de San Diego State                                       |
| Pac-12 Conference            | Huskies de Washington                                           |
| Southeastern Conference      | Crimson Tide de l'Alabama                                       |
| Sun Belt Conference          | Mountaineers d'Appalachian State et Red Wolves d'Arkansas State |

### Classement national avant les Bowls
Les nombres entre parenthèses indiquent le nombre de "victoires - défaites" de la saison régulière.
| - 1er Alabama (13-0), champion de la SEC - 2e Clemson (12-1), champion de l'ACC - 3e Ohio State (11-1) - 4e Washington (12-1), champion de la Pac-12 - 5e Penn State (11-2), champion de la Big 10 - 6e Michigan (10-2) - 7e Oklahoma (10-2), champion de la Big 12 - 8e Wisconsin (10-3) - 9e USC (9-3) - 10e Colorado (10-3) - 11e Florida State (10-3) - 12e Oklahoma State (9-3) - 13e Louisville (9-3) - 14e Auburn (8-4) - 15e Western Michigan (13-0), champion de la MAC - 16e West Virginia (10-2) - 17e Florida (8-4) - 18e Stanford (9-3) - 19e Utah (8-4) - 20e LSU (7-4) - 21e Tennessee (8-4) - 22e Virginia Tech (9-4) - 23e Pittsburgh (8-4) - 24e Temple (10-3), champion de la AAC - 25e Navy (9-4) |

Ce classement est celui qui a été établi par le Comité de Sélection du College Football Playoff.
L'évolution au fil des semaines du classement CFP (ainsi que ceux des médias AP et USA Today Coaches) peut être visualisée sur la page Classements de la saison 2016 de NCAA (football américain).

## College Football Playoff
|  | Demi-finales                                                                         | Demi-finales                                                      |                        |    | Finale                                                                                          | Finale                                                                                          |
|  | Demi-finales                                                                         | Demi-finales                                                      |                        |    | Finale                                                                                          | Finale                                                                                          |
|  |                                                                                      |                                                                   |                        |    |                                                                                                 |                                                                                                 |
|  | Peach Bowl 2016 31 décembre 2016, Georgia Dome, Atlanta (Géorgie)                    | Peach Bowl 2016 31 décembre 2016, Georgia Dome, Atlanta (Géorgie) |                        |    | College Football Championship Game 2017 9 janvier 2017, Raymond James Stadium, Tampa, (Floride) | College Football Championship Game 2017 9 janvier 2017, Raymond James Stadium, Tampa, (Floride) |
|  | Peach Bowl 2016 31 décembre 2016, Georgia Dome, Atlanta (Géorgie)                    | Peach Bowl 2016 31 décembre 2016, Georgia Dome, Atlanta (Géorgie) |                        |    | College Football Championship Game 2017 9 janvier 2017, Raymond James Stadium, Tampa, (Floride) | College Football Championship Game 2017 9 janvier 2017, Raymond James Stadium, Tampa, (Floride) |
|  | (#1) Crimson Tide de l'Alabama                                                       | 24                                                                |                        |    | College Football Championship Game 2017 9 janvier 2017, Raymond James Stadium, Tampa, (Floride) | College Football Championship Game 2017 9 janvier 2017, Raymond James Stadium, Tampa, (Floride) |
|  | (#1) Crimson Tide de l'Alabama                                                       | 24                                                                |                        |    | College Football Championship Game 2017 9 janvier 2017, Raymond James Stadium, Tampa, (Floride) | College Football Championship Game 2017 9 janvier 2017, Raymond James Stadium, Tampa, (Floride) |
|  | (#4) Huskies de Washington                                                           | 7                                                                 |                        |    | College Football Championship Game 2017 9 janvier 2017, Raymond James Stadium, Tampa, (Floride) | College Football Championship Game 2017 9 janvier 2017, Raymond James Stadium, Tampa, (Floride) |
|  | (#4) Huskies de Washington                                                           | 7                                                                 | (#2) Tigers de Clemson | 35 |                                                                                                 |                                                                                                 |
|  | Fiesta Bowl 2016 31 décembre 2016, University of Phoenix Stadium, Glendale (Arizona) |                                                                   | (#2) Tigers de Clemson | 35 |                                                                                                 |                                                                                                 |
|  |                                                                                      | (#1) Crimson Tide de l'Alabama                                    | 31                     |    |                                                                                                 |                                                                                                 |
|  | (#2) Tigers de Clemson                                                               | (#1) Crimson Tide de l'Alabama                                    | 31                     | 31 |                                                                                                 |                                                                                                 |
|  | (#2) Tigers de Clemson                                                               |                                                                   |                        | 31 |                                                                                                 |                                                                                                 |
|  | (#3) Buckeyes d'Ohio State                                                           | 0                                                                 |                        |    |                                                                                                 |                                                                                                 |
|  | (#3) Buckeyes d'Ohio State                                                           | 0                                                                 |                        |    |                                                                                                 |                                                                                                 |

## Bowls

### Bowls majeurs
| Bowls                                                | Dates            | Lieux                                           | Équipes 1                              | Équipes 2                        | Scores  |
| ---------------------------------------------------- | ---------------- | ----------------------------------------------- | -------------------------------------- | -------------------------------- | ------- |
| Capital One Orange Bowl 2016                         | 30 décembre 2016 | Hard Rock Stadium Miami Gardens, FL             | #11 Seminoles de Florida State (9–3)   | #6 Wolverines du Michigan (10–2) | 33 - 32 |
| Goodyear Cotton Bowl Classic 2017                    | 2 janvier 2017   | AT&T Stadium, Arlington, TX                     | #15 Broncos de Western Michigan (13–0) | #8 Badgers du Wisconsin (10–3)   | 16 - 24 |
| Rose Bowl Game presented by Northwestern Mutual 2017 | 2 janvier 2017   | Rose Bowl Stadium, Pasadena, CA                 | #5 Nittany Lions de Penn State (11–2)  | #9 Trojans d'USC (9–3)           | 49 - 52 |
| Allstate Sugar Bowl 2017                             | 2 janvier 2017   | Mercedes-Benz Superdome, La Nouvelle-Orléans LA | #14 Tigers d'Auburn (8–4)              | #7 Sooners de l'Oklahoma (10–2)  | 19 - 35 |

### Autres bowls
| Dates   | Matchs                                             | Stades                                           | Équipes                                                                         | Conférences                | Résultats                               |
| ------- | -------------------------------------------------- | ------------------------------------------------ | ------------------------------------------------------------------------------- | -------------------------- | --------------------------------------- |
| 17 déc. | Gildan New Mexico Bowl 2016                        | University Stadium Albuquerque, NM               | Roadrunners d'UTSA (6–6) Lobos du Nouveau-Mexique (8–4)                         | C-USA Mountain West        | New Mexico 23 UTSA 20                   |
| 17 déc. | Las Vegas Bowl 2016                                | Sam Boyd Stadium Whitney, NV                     | Cougars de Houston (9–3) Aztecs de San Diego State (10–3)                       | AAC Mountain West          | San Diego State 34 Houston 10           |
| 17 déc. | Raycom Media Camellia Bowl 2016                    | Cramton Bowl Montgomery, AL                      | Mountaineers d'Appalachian State (9–3) Rockets de Toledo (9–3)                  | Sun Belt MAC               | Appalachian State 31 Toledo 28          |
| 17 déc. | AutoNation Cure Bowl 2016                          | Camping World Stadium Orlando, FL                | Knights d'UCF (6–6) Red Wolves d'Arkansas State (7–5)                           | American Sun Belt          | Arkansas State 31 UCF 13                |
| 17 déc. | R+L Carriers New Orleans Bowl 2016                 | Mercedes-Benz Superdome New Orleans, LA          | Golden Eagles de Southern Miss (6–6) Ragin' Cajuns de Louisiana-Lafayette (6–6) | C-USA Sun Belt             | Southern Miss 28 Louisiana–Lafayette 21 |
| 19 déc. | Miami Beach Bowl 2016                              | Marlins Park Miami, FL                           | Chippewas de Central Michigan (6–6) Golden Hurricane de Tulsa (9–3)             | MAC American               | Tulsa 55 Central Michigan 10            |
| 20 déc. | Marmot Boca Raton Bowl 2016                        | FAU Stadium Boca Raton, FL                       | Hilltoppers de Western Kentucky (10–3) Tigers de Memphis (8–4)                  | C-USA American             | Western Kentucky 51 Memphis 31          |
| 21 déc. | San Diego County Credit Union Poinsettia Bowl 2016 | Qualcomm Stadium San Diego CA                    | Cougars de BYU (8–4) Cowboys du Wyoming (8–5)                                   | Independents Mountain West | BYU 24 Wyoming 21                       |
| 22 déc. | Famous Idaho Potato Bowl 2016                      | Albertsons Stadium Boise, ID                     | Vandals de l'Idaho (8–4) Rams de Colorado State (7–5)                           | Sun Belt Mountain West     | Idaho 61 Colorado State 50              |
| 23 déc. | Popeyes Bahamas Bowl 2016                          | Thomas Robinson Stadium Nassau, Bahamas          | Eagles d'Eastern Michigan (7–5) Monarchs d'Old Dominion (9–3)                   | MAC C-USA                  | Old Dominion 24 Eastern Michigan 20     |
| 23 déc. | Lockheed Martin Armed Forces Bowl 2016             | Amon G. Carter Stadium Fort Worth, TX            | #25 Midshipmen de la Navy (9–4) Bulldogs de Louisiana Tech (8–4)                | American C-USA             | Louisiana Tech 48 Navy 45               |
| 23 déc. | Dollar General Bowl 2016                           | Ladd Peebles Stadium Mobile, AL                  | Trojans de Troy (9–3) Bobcats de l'Ohio (8–5)                                   | Sun Belt MAC               | Troy 28 Ohio 23                         |
| 24 déc. | Hawaï Bowl 2016                                    | Aloha Stadium Honolulu HI                        | Rainbow Warriors d'Hawaï (6–7) Blue Raiders de Middle Tennessee (8–4)           | Mountain West C-USA        | Hawaii 52 Middle Tennessee 35           |
| 26 déc. | St. Petersburg Bowl 2016                           | Tropicana Field St. Petersburg, FL               | Bulldogs de Mississippi State (5–7) Redhawks de Miami (6–6)                     | SEC MAC                    | Mississippi State 17 Miami (OH) 16      |
| 26 déc. | Quick Lane Bowl 2016                               | Ford Field Détroit MI                            | Terrapins du Maryland (6–6) Eagles de Boston College (6–6)                      | Big Ten ACC                | Boston College 36 Maryland 30           |
| 26 déc. | Camping World Independence Bowl 2016               | Independence Stadium Shreveport, LA              | Wolfpack de North Carolina State (6–6) Commodores de Vanderbilt (6–6)           | ACC SEC                    | NC State 41 Canderbilt 17               |
| 27 déc. | Zaxby's Heart of Dallas Bowl 2016                  | Cotton Bowl Dallas, TX                           | Black Knights de l'Army (7–5) Mean Green de North Texas (5–7)                   | Independents C-USA         | Army 38 North Texas 31 (ET)             |
| 27 déc. | Military Bowl presented by Northrop Grumman 2016   | Navy-Marine Corps Memorial Stadium Annapolis, MD | #24 Owls de Temple (10–3) Demon Deacons de Wake Forest (6–6)                    | American ACC               | Wake Forest 34 Temple 26                |
| 27 déc. | National Funding Holiday Bowl 2016                 | Qualcomm Stadium San Diego, CA                   | Golden Gophers du Minnesota (8–4) Cougars de Washington State (8–4)             | Big Ten Pac-12             | Minnesota 17 Washington State 12        |
| 27 déc. | Motel 6 Cactus Bowl 2016                           | Chase Field Phoenix AZ                           | Bears de Baylor (6–6) Broncos de Boise State (10–2)                             | Big 12 Mountain West       | Baylor 31 Boise State 12                |
| 28 déc. | New Era Pinstripe Bowl 2016                        | Yankee Stadium Bronx, NY                         | #23 Panthers de Pittsburgh (8–4) Wildcats de Northwestern (6–6)                 | ACC Big Ten                | Northwestern 31 Pittsburgh 24           |
| 28 déc. | Russell Athletic Bowl 2016                         | Camping World Stadium Orlando, FL                | Hurricanes de Miami (8–4) #16 Mountaineers de la Virginie-Occidentale (10–2)    | ACC Big 12                 | Miami (FL) 31 West Virginia 14          |
| 28 déc. | Foster Farms Bowl 2016                             | Levi's Stadium Santa Clara, CA                   | Hoosiers de l'Indiana (6–6) #19 Utes de l'Utah (8–4)                            | Big Ten Pac-12             | Utah 26 Indiana 24                      |
| 28 déc. | AdvoCare V100 Texas Bowl 2016                      | NRG Stadium Houston, TX                          | Aggies du Texas (8–4) Wildcats de Kansas State (8–4)                            | SEC Big 12                 | Kansas State 33 Texas A&M 28            |
| 29 déc. | Birmingham Bowl 2016                               | Legion Field Birmingham, AL                      | Gamecocks de la Caroline du Sud (6–6) Bulls de South Florida (10–2)             | SEC American               | South Florida 46 South Carolina 39 (ET) |
| 29 déc. | Belk Bowl 2016                                     | Bank of America Stadium Charlotte, NC            | Razorbacks de l'Arkansas (7–5) #22 Hokies de Virginia Tech (9–4)                | SEC ACC                    | Virginia Tech 35 Arkansas 24            |
| 29 déc. | Valero Alamo Bowl 2016                             | Alamodome San Antonio TX                         | #12 Cowboys d'Oklahoma State (9–3) #10 Buffaloes du Colorado (10–3)             | Big 12 Pac-12              | Oklahoma State 38 Colorado 8            |
| 30 déc. | AutoZone Liberty Bowl 2016                         | Liberty Bowl Memorial Stadium Memphis, TN        | Bulldogs de la Géorgie (7–5) Horned Frogs de TCU (6–6)                          | SEC Big 12                 | Georgia 31 TCU 23                       |
| 30 déc. | Hyundai Sun Bowl 2016                              | Sun Bowl Stadium El Paso, TX                     | #18 Cardinal de Stanford (9–3) Tar Heels de la Caroline du Nord (8–4)           | Pac-12 ACC                 | Stanford 25 North Carolina 23           |
| 30 déc. | Franklin American Mortgage Music City Bowl 2016    | Nissan Stadium Nashville, TN                     | Cornhuskers du Nebraska (9–3) #21 Volunteers du Tennessee (8–4)                 | Big Ten SEC                | Tennessee 38 Nebraska 24                |
| 30 déc. | Nova Home Loans Arizona Bowl 2016                  | Arizona Stadium Tucson, AZ                       | Falcons de l'Air Force (9–3) Jaguars de South Alabama (6–6)                     | Mountain West Sun Belt     | Air Force 41 South Alabama 14           |
| 31 déc. | Buffalo Wild Wings Citrus Bowl 2016                | Camping World Stadium Orlando, FL                | #13 Cardinals de Louisville (9–3) #20 Tigers de LSU (7–4)                       | ACC SEC                    | LSU 29 Louisville 9                     |
| 31 déc. | TaxSlayer Bowl 2016                                | EverBank Field Jacksonville, FL                  | Yellow Jackets de Georgia Tech (8–4) Wildcats du Kentucky (7–5)                 | ACC SEC                    | Georgia Tech 33 Kentucky 18             |
| 2 jan.  | Outback Bowl 2017                                  | Raymond James Stadium Tampa, FL                  | #17 Gators de la Floride (8–4) Hawkeyes de l'Iowa (8–4)                         | SEC Big Ten                | Florida 30 Iowa 3                       |

## Récompenses

### Trophée Heisman 2016
Le Trophée Heisman récompense le joueur universitaire «le plus remarquable».
| Joueurs finalistes  | Équipes    | Postes | Points |
| ------------------- | ---------- | ------ | ------ |
| Lamar Jackson       | Louisville | QB     | 2 144  |
| Deshaun Watson      | Clemson    | QB     | 1 524  |
| Baker Mayfield      | Oklahoma   | QB     | 361    |
| Dede Westbrook (en) | Oklahoma   | WR     | 209    |
| Jabrill Peppers     | Michigan   | SS     | 208    |

### Autres trophées
En gras les gagnants des trophées.
| Toutes catégories - Trophée Associated Press (meilleur joueur de la saison) : Lamar Jackson, Cardinals de Louisville - Trophée Sporting News (meilleur joueur de la saison) : Lamar Jackson, Cardinals de Louisville - Chic Harley Award (meilleur joueur de la saison) : Deshaun Watson, Tigers de Clemson - Archie Griffin Award (MVP) : Sam Darnold, Trojans d'USC - Maxwell Award (meilleur joueur de la saison) : Lamar Jackson, Cardinals de Louisville Autres finalistes : * Baker Mayfield, Sooners de l'Oklahoma * Jabrill Peppers, Wolverines du Michigan - Walter Camp Award (Top joueur) : Lamar Jackson, Cardinals de Louisville Autres finalistes : * Jonathan Allen, Crimson Tide de l'Alabama * Jake Browning, Huskies de Washington * Jabrill Peppers, Wolverines du Michigan * Deshaun Watson, Tigers de Clemson - Burlsworth Trophy : Baker Mayfield, Sooners de l'Oklahoma Autres finalistes : * Austin Carr, Wildcats de Northwestern * Luke Falk, Cougars de Washington State - Paul Hornung Award : Jabrill Peppers, Wolverines du Michigan Autres finalistes : * Adoree' Jackson, Trojans d'USC * Christian McCaffrey, Cardinal de Stanford * Dede Westbrook, Sooners de l'Oklahoma - Campbell Trophy : Zach Terrell, Broncos de Western Michigan Autres finalistes : * Chris Beaschler, Flyers de Dayton (FCS) * Tim Crawley, Spartans de San Jose State * DeVon Edwards, Blue Devils de Duke * Brooks Ellis, Razorbacks de l'Arkansas * Carter Hanson, Johnnies de Saint John (MN) (D-III) * Taysom Hill, Cougars de BYU * Ryan Janvion, Demon Deacons de Wake Forest * Zay Jones, Pirates d'East Carolina * Cooper Rush, Chippewas de Central Michigan * Karter Schult, Panthers de Northern Iowa (FCS) * Tyler Sullivan, Statesmen de Delta State (D-II) - Wuerffel Trophy : Trevor Knight, Aggies du Texas Autres finalistes : * Garrett Adcock, Lobos du Nouveau-Mexique * Christian McCaffrey, Cardinal de Stanford - POLY POY (Joueur polynésien de football américain de l'année) : Sefo Liufau, Buffaloes du Colorado Autres finalistes : * Cole Hikutini, Cardinals de Louisville * Lowell Lotulelei, Utes de l'Utah * Kai Nacua, Cougars de BYU * JuJu Smith-Schuster, Trojans d'USC Quarterback - Davey O'Brien Award (meilleur quarterback) : Deshaun Watson, Tigers de Clemson Autres finalistes : * Lamar Jackson, Cardinals de Louisville * Baker Mayfield, Sooners de l'Oklahoma - Johnny Unitas Award (meilleur quarterback senior) : Deshaun Watson, Tigers de Clemson Autres finalistes : * Luke Falk, Cougars de Washington State * Patrick Mahomes II, Red Raiders de Texas Tech * Baker Mayfield, Sooners de l'Oklahoma * Mitch Trubisky, Tar Heels de la Caroline du Nord - Kellen Moore Award (meilleur quarterback) : Baker Mayfield, Sooners de l'Oklahoma - Manning Award (meilleur quarterback) : Deshaun Watson, Tigers de Clemson Autres finalistes : * J.T. Barrett, Buckeyes d'Ohio State * Jake Browning, Huskies de Washington * Sam Darnold, Trojans d'USC * Luke Falk, Cougars de Washington State * Jalen Hurts, Crimson Tide de l'Alabama * Lamar Jackson, Cardinals de Louisville * Patrick Mahomes II, Red Raiders de Texas Tech * Baker Mayfield, Sooners de l'Oklahoma * Zach Terrell, Broncos de Western Michigan - Sammy Baugh Trophy (meilleur quarterback à la passe) : Patrick Mahomes, Red Raiders de Texas Tech Running-back - Doak Walker Award (running-back) : D'Onta Foreman, Longhorns du Texas Autres finalistes : * Dalvin Cook, Seminoles de Florida State * Donnel Pumphrey, Aztecs de San Diego State - Jim Brown Trophy (running-back) : Donnel Pumphrey, Aztecs de San Diego State | Wide-receiver - Fred Biletnikoff Award (wide-receiver) : Dede Westbrook, Sooners de l'Oklahoma Autres finalistes : * Austin Carr, Wildcats de Northwestern * Zay Jones, Pirates d'East Carolina Tight-end - John Mackey Award (tight-end) : Jake Butt, Wolverines du Michigan Autres finalistes : * O. J. Howard, Crimson Tide de l'Alabama * Jordan Leggett, Tigers de Clemson - Award Ozzie Newsome (tight-end): Evan Engram, Rebels d'Ole Miss Lineman - Dave Rimington Trophy (center) : Pat Elflein, Buckeyes d'Ohio State Autres finalistes : * Tyler Orlosky, Mountaineers de la Virginie-Occidentale * Ethan Pocic, Tigers de LSU - Bronko Nagurski Trophy (meilleur joueur défensif) : Jonathan Allen, Crimson Tide de l'Alabama Autres finalistes : * Reuben Foster, Crimson Tide de l'Alabama * Tarvarus McFadden, Seminoles de Florida State * Jabrill Peppers, Wolverines du Michigan * Christian Wilkins, Tigers de Clemson - Chuck Bednarik Award (meilleur joueur défensif) : Jonathan Allen, Crimson Tide de l'Alabama Autres finalistes : * Myles Garrett, Aggies du Texas * Jabrill Peppers, Wolverines du Michigan - Trophée Lott (meilleur impact defensif) : Jabrill Peppers, Wolverines du Michigan Defensive line - Bill Willis Award (defensive lineman) : Ed Oliver, Cougars de Houston - Dick Butkus Award (linebacker) : Reuben Foster, Crimson Tide de l'Alabama Autres finalistes : * Kendell Beckwith, Tigers de LSU * Zach Cunningham, Commodores de Vanderbilt * Jarrad Davis, Gators de la Floride * Josey Jewell, Hawkeyes de l'Iowa - Jack Lambert Trophy (linebacker) : Ben Boulware, Tigers de Clemson - Rotary Lombardi Award (defensive lineman/linebacker) : Jonathan Allen, Crimson Tide de l'Alabama - Ted Hendricks Award (defensive-end) : Jonathan Allen, Crimson Tide de l'Alabama Defensive-back : - Jim Thorpe Award (defensive-back) : Adoree' Jackson, Trojans d'USC Autres finalistes : *Jourdan Lewis, Wolverines du Michigan *Tre'Davious White, Tigers de LSU - Jack Tatum Trophy (defensive-back) : Tarvarus McFadden, Seminoles de Florida State - Lou Groza Award (kicker) : Zane Gonzalez, Sun Devils d'Arizona State Autres finalistes : * Daniel Carlson, Tigers d'Auburn * Younghoe Koo, Eagles de Georgia Southern - Vlade Award (kicker) : Tyler Davis, Nittany Lions de Penn State - Ray Guy Award (punter) : Mitch Wishnowsky, Utes de l'Utah Autres finalistes : * Michael Dickson, Longhorns du Texas * Cameron Johnston, Buckeyes d'Ohio State - Jet Award (spécialiste des retours) : Adoree' Jackson Trojans d'USC - Trophée Outland : Cam Robinson, Crimson Tide de l'Alabama Autres finalistes : * Pat Elflein, Buckeyes d'Ohio State * Cody O'Connell, Cougars de Washington State |

## Controverses
Le processus de sélection des quatre équipes participant aux playoffs du College Football a fait l'objet de controverses,.
La plus significative est la sélection des Buckeyes d'Ohio State au lieu des Nittany Lions de Penn State. Ces deux équipes font partie de la Big Ten Conference mais Penn State a remporté le championnat de la conférence par battre Ohio State dans la finale de la conférence,. D'un autre côte, des critiques se sont également faites sur le choix des Huskies de Washington malgré un calendrier de matchs hors conférence considéré «trop faible» (par exemple, le match contre les Vikings de Portland State jouant en FCS),.